# Taygetis isis
Taygetis isis är en fjärilsart som beskrevs av Andreas Bergmann 1928. Taygetis isis ingår i släktet Taygetis och familjen praktfjärilar. Inga underarter finns listade i Catalogue of Life.